# Сали Ниязи Деде
Сали Ниязи Деде Баба (алб. Sali Njazi Dede; 1876, Старье, Османская империя (ныне область Корча, Албания) — 28 ноября 1941, Тирана) — албанский священнослужитель, видный представитель суфийского ордена бекташей, носитель высшего ранга в иерархии бекташей — дедебаба (1930—1941).

## Биография
Сын дервиша. В молодости эмигрировал вместе с семьей в Турцию, где окончил среднюю школу.
В 1896 году начал изучать духовные науки в школе основанной Хаджи Бекташем, где познакомился с основными учениями корана, в частности, с доктриной бекташизма. В 1897 году лидер Хаджи Фейзи Деде освятил его в качестве мухипа, а позже дервиша, в 1899 году он стал миджихом.
В 1916 году Хакши Фейзи Деде скончался, и вместо него Совет «Баба» назначил Сали Ниязи на высшую духовную должность в Пирее [уточнить], которую он занимал до 1925 года, когда Мустафа Кемаль Ататюрк запретил и закрыл все текке бешекташей в Турции.
В 1926 году конфессия проникла и в Албанию, особенно в её столицу Тирану.
В 1930 году Сали Ниязи стал дедебаба, носителем высшего ранга в иерархии бекташей. 
28 ноября 1941 года Сали Ниязи Деде был убит грабителями.